# آرتور پلامر
آرتور پلامر (انگلیسی: Arthur Plummer؛ 1907 – 17 april ۱۹۶۲ (۵۴−۵۵ سال)) بازیکن فوتبال اهل بریتانیا بود.
از باشگاه‌هایی که در آن بازی کرده‌است می‌توان به باشگاه فوتبال بث سیتی، باشگاه فوتبال والنسین، باشگاه فوتبال بریستول راورز، باشگاه فوتبال دانداک، باشگاه فوتبال گلاستر سیتی، باشگاه فوتبال کاونتری سیتی، باشگاه فوتبال بریستول سیتی، و باشگاه فوتبال والسال اشاره کرد.